# Vitaspen
Vitaspen är en sjö i Ovanåkers kommun och Rättviks kommun i Hälsingland och ingår i Ljusnans huvudavrinningsområde. Sjön är 21,5 meter djup, har en yta på 1,93 kvadratkilometer och befinner sig 249 meter över havet. Sjön avvattnas av vattendraget Vitaspbäcken.

## Delavrinningsområde
Vitaspen ingår i det delavrinningsområde (679164-148985) som SMHI kallar för Utloppet av Vitaspen. Medelhöjden är 278 meter över havet och ytan är 10,31 kvadratkilometer. Det finns inga avrinningsområden uppströms utan avrinningsområdet är högsta punkten. Vitaspbäcken som avvattnar avrinningsområdet har biflödesordning 5, vilket innebär att vattnet flödar genom totalt 5 vattendrag innan det når havet efter 117 kilometer. Avrinningsområdet består mestadels av skog (70 procent). Avrinningsområdet har 1,93 kvadratkilometer vattenytor vilket ger det en sjöprocent på 18,7 procent.